# Filmjahr 2009
Liste der Filmjahre

◄◄ | ◄ | 2005 | 2006 | 2007 | 2008 | Filmjahr 2009 | 2010 | 2011 | 2012 | 2013 | ► | ►►

Weitere Ereignisse

## Ereignisse
- 1. Januar: Regisseur und Produzent Oliver Berben wird Geschäftsführer der Constantin Film und damit für das nationale und internationale Fernseh- und Kinogeschäft zuständig sein.[1]
- 6. Februar: Der kanadische Spielfilm Polytechnique des Regisseurs Denis Villeneuve, der den Amoklauf an der Polytechnischen Hochschule Montréal 1989 thematisiert, läuft in Kinos in Québec an.
- 11. März: Die Akademie des Österreichischen Films mit Sitz in Wien wird von namhaften österreichischen Filmschaffenden gegründet. Es ist das erklärte Ziel der Akademie, einen eigenen Filmpreis einzurichten und 2010 erstmals zu vergeben.[2]
- 26. Mai: Der Bundesgerichtshof gibt den umstrittenen Film Rohtenburg frei[3]
- 21. Juni: Der spanische Regisseur und Drehbuchautor Álex de la Iglesia wird zum Präsidenten der Spanischen Filmakademie gewählt.[4]
- 10. Dezember: Uraufführung von Avatar – Aufbruch nach Pandora (Regie: James Cameron). Nach dem Start der Kinoauswertung am 16. Dezember 2009 erweist sich dieser Film bereits nach wenigen Wochen als kommerziell erfolgreichste Produktion aller Zeiten (nicht-inflationsbereinigte Zahlen).

## Top 10 der erfolgreichsten Filme

### In Deutschland
Die zehn erfolgreichsten Filme an den deutschen Kinokassen nach Besucherzahlen
| Platz | Filmtitel                           | Besucher   |
| ----- | ----------------------------------- | ---------- |
| 1.    | Avatar – Aufbruch nach Pandora      | 11.292.801 |
| 2.    | Ice Age 3: Die Dinosaurier sind los | 8.709.881  |
| 3.    | Harry Potter und der Halbblutprinz  | 6.213.225  |
| 4.    | Wickie und die starken Männer       | 4.922.915  |
| 5.    | Illuminati                          | 4.584.731  |
| 6.    | Zweiohrküken                        | 4.255.103  |
| 7.    | New Moon – Bis(s) zur Mittagsstunde | 3.658.197  |
| 8.    | 2012                                | 3.273.312  |
| 9.    | Oben                                | 2.999.843  |
| 10.   | Twilight – Bis(s) zum Morgengrauen  | 2.923.157  |

### In Österreich
Die zehn erfolgreichsten Filme an den österreichischen Kinokassen nach Besucherzahlen
| Platz | Filmtitel                           | Besucher  |
| ----- | ----------------------------------- | --------- |
| 1.    | Ice Age 3: Die Dinosaurier sind los | 1.272.648 |
| 2.    | Avatar – Aufbruch nach Pandora*     | 1.174.728 |
| 3.    | Wickie und die starken Männer       | 796.094   |
| 4.    | Harry Potter und der Halbblutprinz  | 556.145   |
| 5.    | Illuminati                          | 509.649   |
| 6.    | Hangover                            | 441.699   |
| 7.    | Inglourious Basterds                | 389.306   |
| 8.    | 2012                                | 368.192   |
| 9.    | New Moon – Bis(s) zur Mittagsstunde | 380.673   |
| 10.   | Alvin und die Chipmunks 2           | 358.410   |

### In den Vereinigten Staaten
Die zehn erfolgreichsten Filme an den US-amerikanischen Kinokassen nach Einspielergebnis in US-Dollar
| Platz | Filmtitel                           | Einnahmen     |
| ----- | ----------------------------------- | ------------- |
| 1.    | Avatar – Aufbruch nach Pandora*     | $ 749.766.139 |
| 2.    | Transformers – Die Rache            | $ 402.111.870 |
| 3.    | Harry Potter und der Halbblutprinz  | $ 301.959.197 |
| 4.    | New Moon – Bis(s) zur Mittagsstunde | $ 296.623.634 |
| 5.    | Oben                                | $ 293.004.164 |
| 6.    | Hangover                            | $ 277.322.503 |
| 7.    | Star Trek                           | $ 257.730.019 |
| 8.    | The Blind Side                      | $ 255.959.475 |
| 9.    | Alvin und die Chipmunks 2           | $ 219.614.612 |
| 10.   | Sherlock Holmes                     | $ 209.028.679 |

### Weltweit
Die zehn weltweit erfolgreichsten Filme nach Einspielergebnis in US-Dollar
| Platz | Filmtitel                           | Einnahmen       |
| ----- | ----------------------------------- | --------------- |
| 1.    | Avatar – Aufbruch nach Pandora*     | $ 2.771.500.000 |
| 2.    | Harry Potter und der Halbblutprinz  | $ 934.000.000   |
| 3.    | Ice Age 3: Die Dinosaurier sind los | $ 886.700.000   |
| 4.    | Transformers – Die Rache            | $ 836.300.000   |
| 5.    | 2012                                | $ 769.700.000   |
| 6.    | Oben                                | $ 731.300.000   |
| 7.    | New Moon – Bis(s) zur Mittagsstunde | $ 709.800.000   |
| 8.    | Sherlock Holmes                     | $ 524.000.000   |
| 9.    | Illuminati                          | $ 485.900.000   |
| 10.   | The Hangover                        | $ 467.500.000   |

* Da Avatar – Aufbruch nach Pandora im Jahr 2009 anlief, zählt das gesamte Einspielergebnis.

## Filmpreise

### Berlinale
- Bester Film: Eine Perle Ewigkeit – Regie: Claudia Llosa
- Großer Preis der Jury: Gigante von Adrián Biniez und Alle anderen von Maren Ade
- Beste Regie: Asghar Farhadi (Alles über Elly)
- Bester Schauspieler: Sotigui Kouyaté (London River)
- Beste Schauspielerin: Birgit Minichmayr (Alle anderen)

Vollständige Liste der Preisträger

### Cannes
- Goldene Palme: Das weiße Band – Eine deutsche Kindergeschichte von Michael Haneke
- Große Preis der Jury: Ein Prophet von Jacques Audiard
- Beste Regie: Brillante Mendoza (Kinatay)
- Bester Darsteller: Christoph Waltz (Inglourious Basterds)
- Beste Darstellerin: Charlotte Gainsbourg (Antichrist)
- Bestes Drehbuch: Mei Feng (Spring Fever)

Vollständige Liste der Preisträger

### Venedig
- Goldener Löwe: Lebanon von Samuel Maoz
- Silberner Löwe – Beste Regie: Shirin Neshat (Women Without Men)
- Spezialpreis der Jury: Soul Kitchen von Fatih Akın
- Bester Darsteller: Colin Firth (A Single Man)
- Beste Darstellerin: Xenia Rappoport (Die doppelte Stunde)

Liste der Wettbewerbsbeiträge

### Oscar
- Bester Film: Slumdog Millionär – Regie: Danny Boyle
- Bester Regisseur: Danny Boyle (Slumdog Millionär)
- Beste Hauptdarstellerin: Kate Winslet (Der Vorleser)
- Bester Hauptdarsteller: Sean Penn (Milk)
- Bester fremdsprachiger Film: Nokan – Die Kunst des Ausklangs (Japan) – Regie: Yōjirō Takita

Vollständige Liste der Preisträger

### Golden Globe Award
- Bester Film (Drama): Slumdog Millionär – Regie: Danny Boyle
- Bester Film (Komödie/Musical): Vicky Cristina Barcelona – Regie: Woody Allen
- Bester Regisseur: Danny Boyle (Slumdog Millionär)
- Beste Hauptdarstellerin (Drama): Kate Winslet (Zeiten des Aufruhrs)
- Beste Hauptdarstellerin (Komödie/Musical): Sally Hawkins (Happy-Go-Lucky)
- Bester Hauptdarsteller (Drama): Mickey Rourke (The Wrestler)
- Bester Hauptdarsteller (Komödie/Musical): Colin Farrell (Brügge sehen… und sterben?)
- Bester fremdsprachiger Film: Waltz with Bashir (Israel) – Regie: Ari Folman

Vollständige Liste der Preisträger

### Deutscher Filmpreis
- Bester Spielfilm: John Rabe – Regie: Florian Gallenberger
- Beste Regie: Andreas Dresen (Wolke 9)
- Bester Hauptdarsteller: Ulrich Tukur (John Rabe)
- Beste Hauptdarstellerin: Ursula Werner (Wolke Neun)

Vollständige Liste der Preisträger

### César
- Bester Film: Séraphine – Regie: Martin Provost
- Bester Regisseur: Jean-François Richet (Public Enemy No. 1 – Mordinstinkt und Public Enemy No. 1 – Todestrieb)
- Bester Hauptdarsteller: Vincent Cassel (Public Enemy No. 1 – Mordinstinkt und Public Enemy No. 1 – Todestrieb)
- Beste Hauptdarstellerin: Yolande Moreau (Séraphine)
- Bester fremdsprachiger Film: Waltz with Bashir – Regie: Ari Folman

Vollständige Liste der Preisträger

### British Academy Film Award
- Bester Film: Slumdog Millionär – Regie: Danny Boyle
- Bester britischer Film: Man on Wire – Regie: James Marsh
- Bester Regisseur: Danny Boyle (Slumdog Millionär)
- Beste Hauptdarstellerin: Kate Winslet (Der Vorleser)
- Bester Hauptdarsteller: Mickey Rourke (The Wrestler)
- Bester nicht-englischsprachiger Film: So viele Jahre liebe ich dich – Regie: Philippe Claudel

Vollständige Liste der Preisträger

### Sundance
- Großer Preis der Jury (Dokumentarfilm): We Live in Public von Ondi Timoner
- Großer Preis der Jury (Spielfilm): Precious – Das Leben ist kostbar von Lee Daniels
- Publikumspreis (Spielfilm): Precious – Das Leben ist kostbar von Lee Daniels

Vollständige Liste der Preisträger

### Europäischer Filmpreis
- Bester europäischer Film: Das weiße Band – Eine deutsche Kindergeschichte – Regie: Michael Haneke
- Beste Regie: Michael Haneke – Das weiße Band
- Bester Darsteller: Tahar Rahim – Ein Prophet
- Beste Darstellerin: Kate Winslet – Der Vorleser (The Reader)
- Bestes Drehbuch: Michael Haneke – Das weiße Band

Vollständige Liste der Preisträger

### Bayerischer Filmpreis
Die Verleihung des Bayerischen Filmpreises 2008 fand am 16. Januar 2009 statt.
- Beste Produktion: John Rabe und Der Baader Meinhof Komplex
- Beste Darstellerin: Ursula Werner in Wolke 9
- Bester Darsteller: Ulrich Tukur in John Rabe
- Beste Nachwuchsdarstellerin: Karoline Herfurth in Im Winter ein Jahr
- Beste Regie: Caroline Link für Im Winter ein Jahr
- Ehrenpreis: Peter Schamoni

### New York Film Critics Circle Award
- Bester Film: Tödliches Kommando – The Hurt Locker von Kathryn Bigelow
- Beste Regie: Kathryn Bigelow für Tödliches Kommando – The Hurt Locker
- Bester Hauptdarsteller: George Clooney in Up in the Air und Der fantastische Mr. Fox
- Beste Hauptdarstellerin: Meryl Streep in Julie & Julia
- Bester Nebendarsteller: Christoph Waltz in Inglourious Basterds
- Beste Nebendarstellerin: Mo’Nique in Precious – Das Leben ist kostbar
- Beste Kamera: Christian Berger für Das weiße Band – Eine deutsche Kindergeschichte
- Bester ausländischer Film: L'Heure D'Été von Olivier Assayas

### National Board of Review
- Bester Film: Up in the Air von Jason Reitman
- Beste Regie: Clint Eastwood für Invictus – Unbezwungen
- Bester Hauptdarsteller: George Clooney in Up in the Air und Morgan Freeman in Invictus – Unbezwungen
- Beste Hauptdarstellerin: Carey Mulligan in An Education
- Bester Nebendarsteller: Woody Harrelson in The Messenger – Die letzte Nachricht
- Beste Nebendarstellerin: Anna Kendrick in Up in the Air
- Bestes Schauspielensemble: Wenn Liebe so einfach wäre von Nancy Meyers
- Bester fremdsprachiger Film: Ein Prophet von Jacques Audiard

### Los Angeles Film Critics Association Awards
- Bester Film: Tödliches Kommando – The Hurt Locker von Kathryn Bigelow
- Beste Regie: Kathryn Bigelow für Tödliches Kommando – The Hurt Locker
- Bester Hauptdarsteller: Jeff Bridges in Crazy Heart
- Beste Hauptdarstellerin: Yolande Moreau in Séraphine
- Bester Nebendarsteller: Christoph Waltz in Inglourious Basterds
- Beste Nebendarstellerin: Mo’Nique in Precious – Das Leben ist kostbar
- Bester fremdsprachiger Film: L'heure d'été von Olivier Assayas

### Jupiter
- Bester Film international: The Dark Knight von Christopher Nolan
- Bester deutscher Film: Keinohrhasen von Til Schweiger
- Bester Regisseur international: Sean Penn für Into the Wild
- Bester deutscher Regisseur: Dennis Gansel für Die Welle
- Bester Darsteller international: Heath Ledger in The Dark Knight
- Bester deutscher Darsteller: Jürgen Vogel in Die Welle
- Beste Darstellerin international: Penélope Cruz in Vicky Cristina Barcelona
- Beste deutsche Darstellerin: Nora Tschirner in Keinohrhasen

### Weitere Filmpreise und Auszeichnungen
- AFI Life Achievement Award: Michael Douglas
- Amanda: Max Manus von Joachim Rønning und Espen Sandberg (Bester norwegischer Film), Slumdog Millionär von Danny Boyle (Bester ausländischer Film)
- American Society of Cinematographers Award: Christian Berger für Das weiße Band – Eine deutsche Kindergeschichte
- Annie Award: Kung Fu Panda
- British Independent Film Awards: Moon (Bester britischer Film) und So finster die Nacht (Bester ausländischer Film)
- Chlotrudis Awards: Auf der anderen Seite von Fatih Akın
- David di Donatello: Gomorrha – Reise in das Reich der Camorra (Bester italienischer Film) und Gran Torino (Bester ausländischer Film)
- Deutscher Kritikerpreis: Michael Althen und Hans Helmut Prinzler, Barbara und Winfried Junge (Ehrenpreis)
- Directors Guild of America Award: Danny Boyle für Slumdog Millionär
- Ernst-Lubitsch-Preis: Mel Brooks (Ehrenpreis)
- Evening Standard British Film Award: Hunger von Steve McQueen
- Filmpreis des Nordischen Rates: Antichrist von Lars von Trier
- Gilde-Filmpreis: Waltz with Bashir von Ari Folman (Bester ausländischer Film), Wolke 9 von Andreas Dresen (Bester deutscher Film)
- Goldener Leopard: She, a Chinese von Guo Xiaolu
- Goya: Camino von Javier Fesser
- Helmut-Käutner-Preis: Christoph Schlingensief
- Independent Spirit Awards: The Wrestler von Darren Aronofsky (Bester Film) und Die Klasse von Laurent Cantet (Bester ausländischer Film)
- Internationaler Literaturfilmpreis: Ein russischer Sommer von Michael Hoffman
- Konrad-Wolf-Preis: Avi Mograbi
- Louis-Delluc-Preis: Ein Prophet von Jacques Audiard
- MTV Movie Awards: Twilight – Bis(s) zum Morgengrauen von Catherine Hardwicke
- National Society of Film Critics Award: Waltz with Bashir von Ari Folman
- Polnischer Filmpreis: 33 Szenen aus dem Leben von Małgorzata Szumowska (Bester polnischer Film), Schmetterling und Taucherglocke von Julian Schnabel (Bester europäischer Film)
- Preis der deutschen Filmkritik: Das weiße Band – Eine deutsche Kindergeschichte von Michael Haneke
- Premio Ariel: Lake Tahoe von Fernando Eimbcke (Bester mexikanischer Film), Löwenkäfig von Pablo Trapero (Bester lateinamerikanischer Film)
- Prix Lumières: Die Klasse von Laurent Cantet
- Robert: Frygtelig lykkelig von Henrik Ruben Genz (Bester dänischer Film), Die ewigen Momente der Maria Larsson von Jan Troell (Bester ausländischer Film ohne USA), No Country for Old Men von Ethan und Joel Coen (Bester US-amerikanischer Film)
- Satellite Awards: Tödliches Kommando – The Hurt Locker (Bester Film/Drama) und Nine (Bester Film/Komödie-Musical)
- Schweizer Filmpreis: Home von Ursula Meier
- Nastro d’Argento: Il Divo von Paolo Sorrentino und Gran Torino von Clint Eastwood
- Wiener Filmpreis: Lourdes von Jessica Hausner und Cooking History von Peter Kerekes
- Screen Actors Guild Awards: Sean Penn für Milk und Meryl Streep für Glaubensfrage; Preis für das Lebenswerk: James Earl Jones
- Tokyo Sakura Grand Prix: Östliche Spiele von Kamen Kalew
- Toronto International Film Festival: Precious – Das Leben ist kostbar von Lee Daniels (Publikumspreis)
- Tribeca Film Festival: Alles über Elly von Asghar Farhadi (Bester Film), Ciarán Hinds für The Eclipse (Bester Schauspieler), Zoe Kazan für The Exploding Girl (Beste Schauspielerin)
- Vancouver International Film Festival: Soundtrack for a Revolution von Bill Guttentag und Dan Sturman
- Warsaw Grand Prix: Lourdes von Jessica Hausner
- World Film Festival: Korkoro von Tony Gatlif (Grand Prix of the Americas)
- Writers Guild of America Award: Milk von Dustin Lance Black (Bestes Originaldrehbuch), Waltz with Bashir von Ari Folman (Bestes adaptiertes Drehbuch)

## Geburtstage
- 06. Januar: Walker Scobell, US-amerikanischer Schauspieler
- 22. Februar: Archie Yates, britischer Schauspieler
- 15. April: Julia Butters, US-amerikanische Schauspielerin
- 18. Mai: Hala Finley, US-amerikanische Schauspielerin
- 25. September: Leah Jeffries, US-amerikanische Schauspielerin
- 26. September: Alisha Weir, irische Schauspielerin und Sängerin
- 08. Oktober: Gordon Cormier, kanadischer Schauspieler
- 10. November: Christian Convery, kanadischer Schauspieler

## Verstorbene

### Januar bis März
Januar

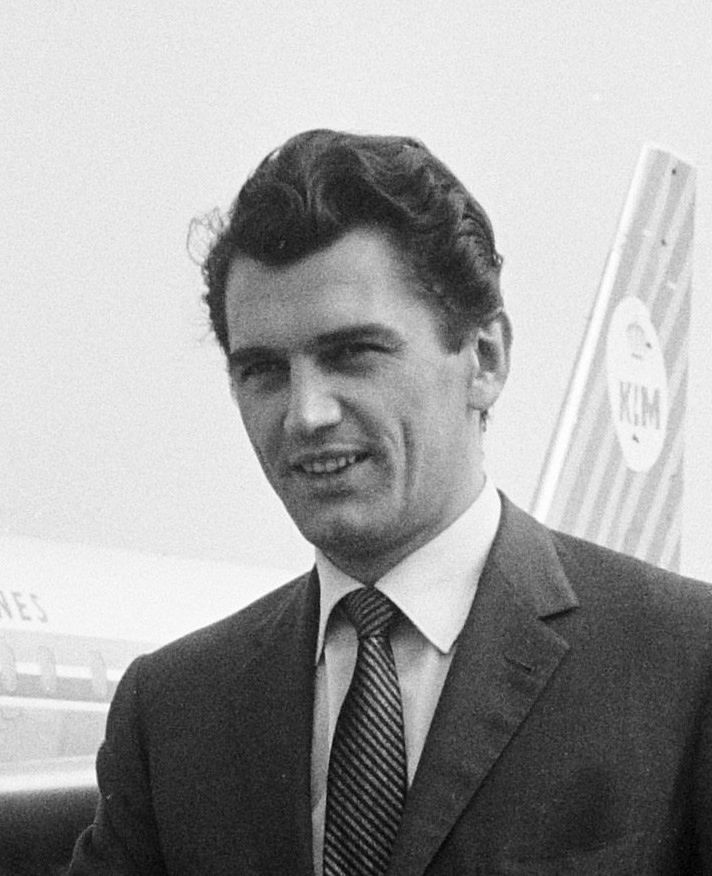
Edmund Purdom (1924–2009)

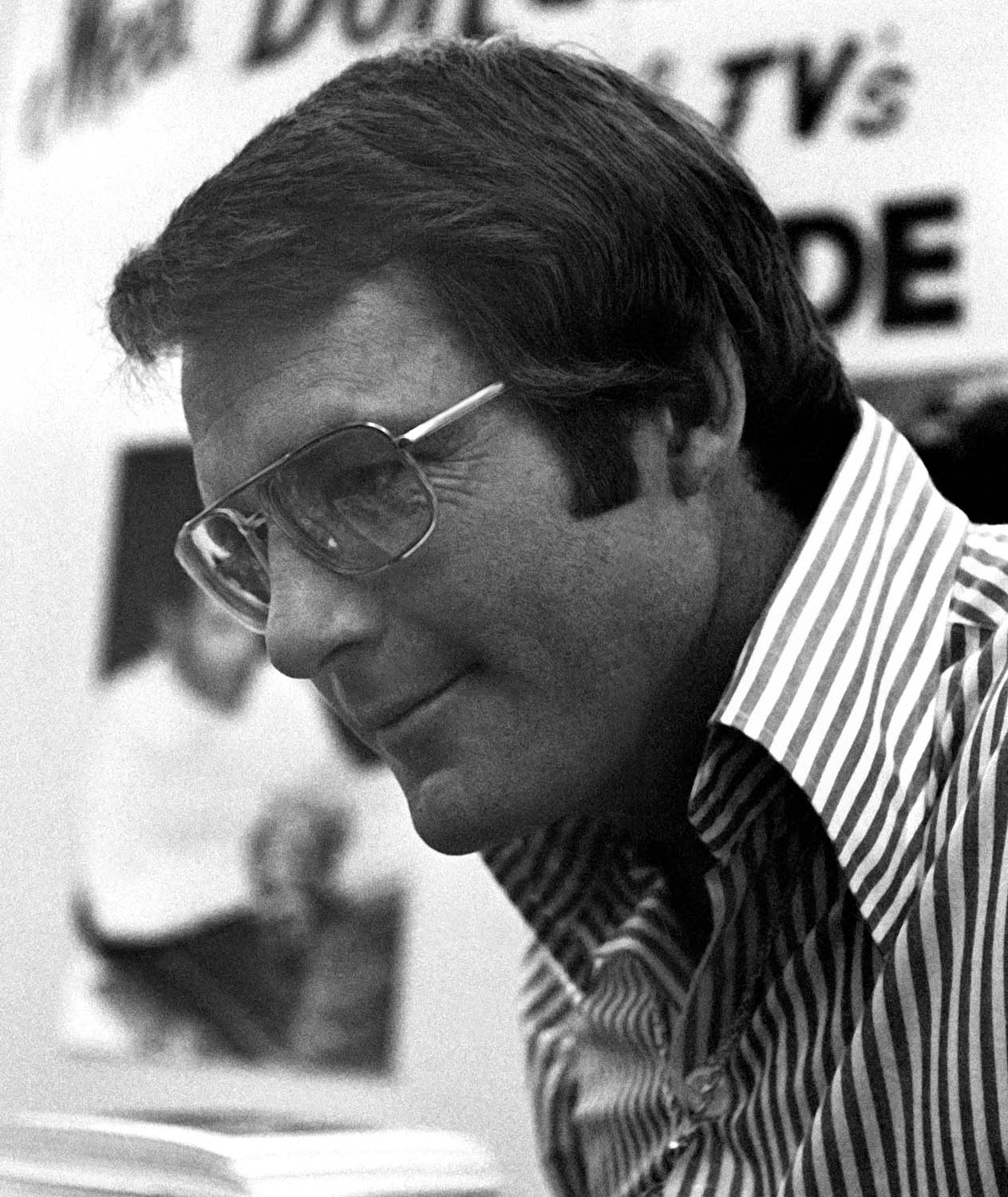
Don Galloway (1937–2009)

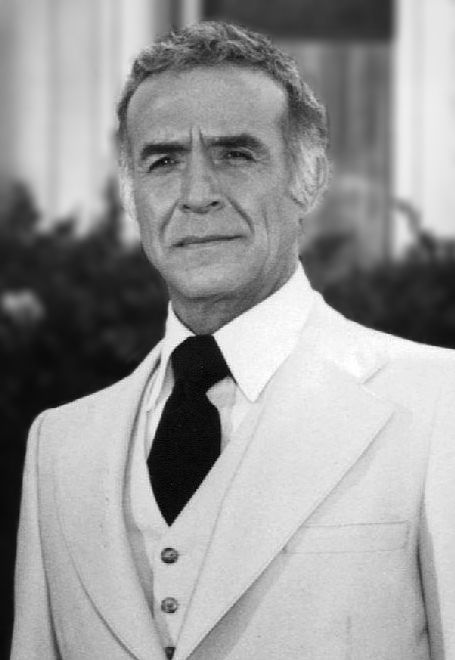
Ricardo Montalbán (1920–2009)

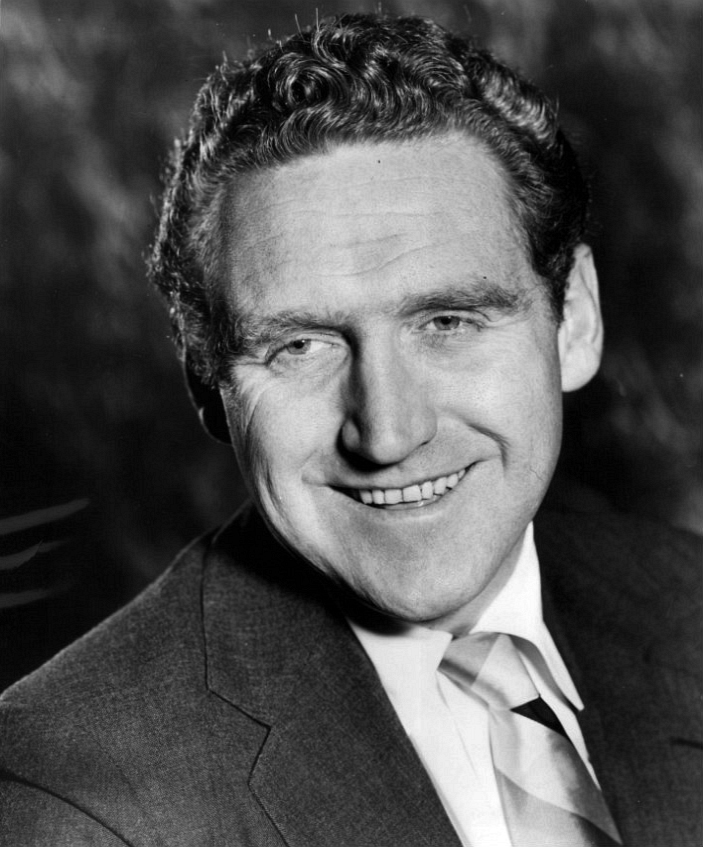
James Whitmore (1921–2009)

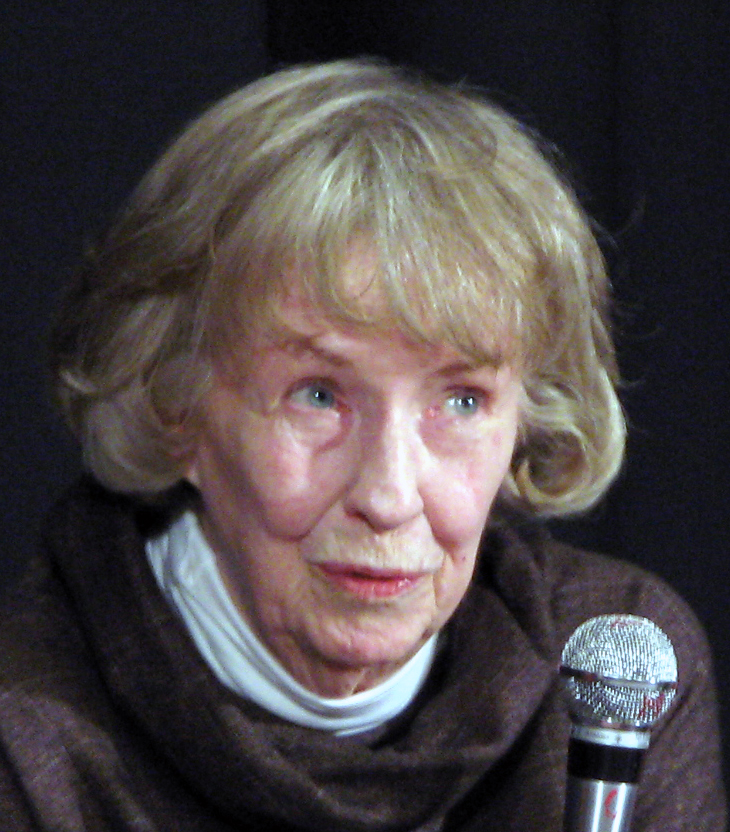
Betsy Blair (1923–2009)

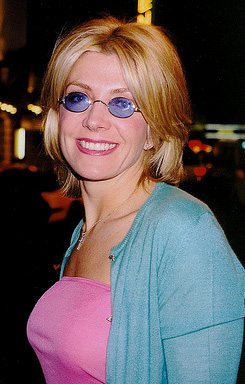
Natasha Richardson (1963–2009)

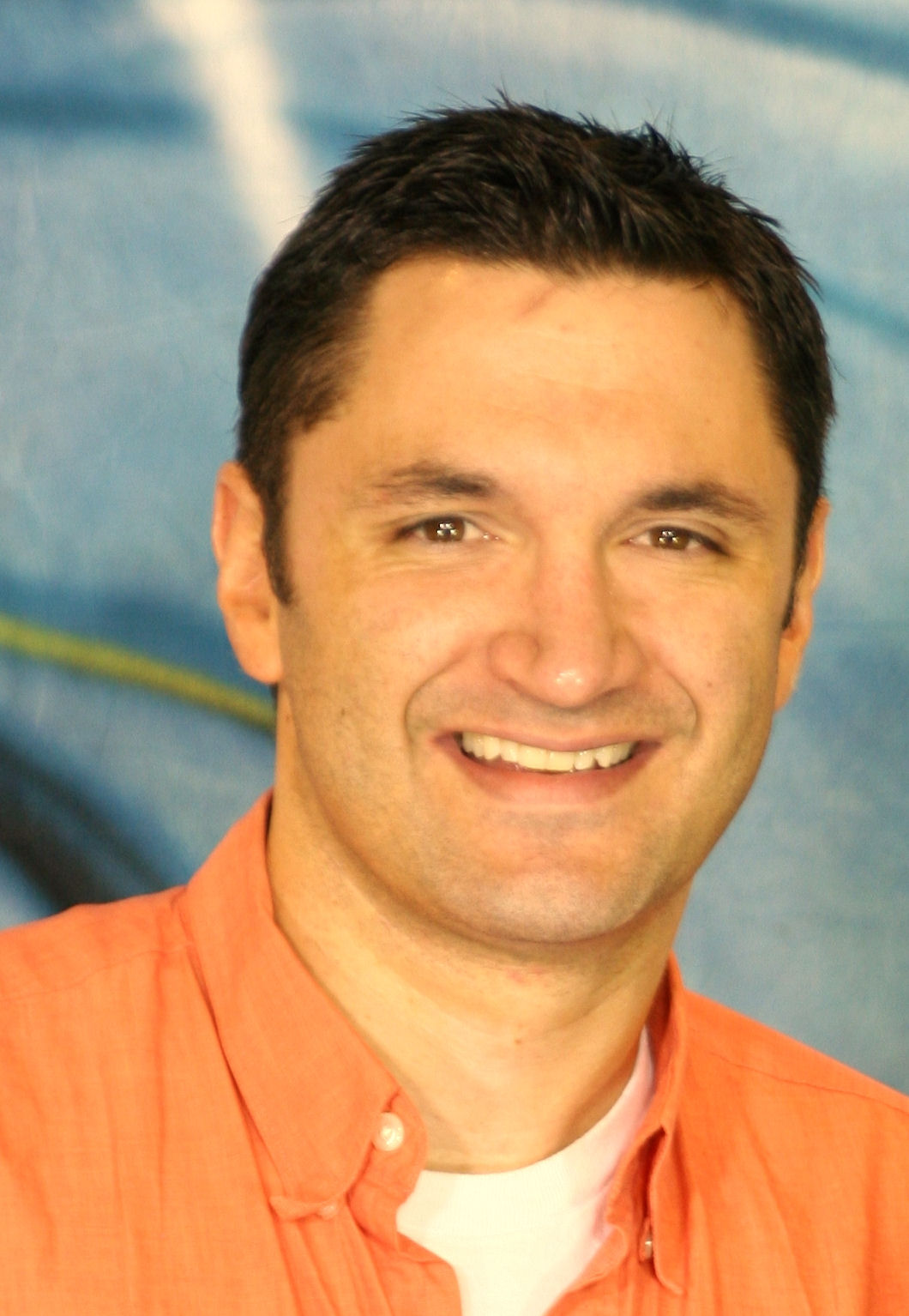
Andy Hallett (1975–2009)

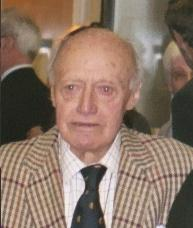
Jack Cardiff (1914–2009)

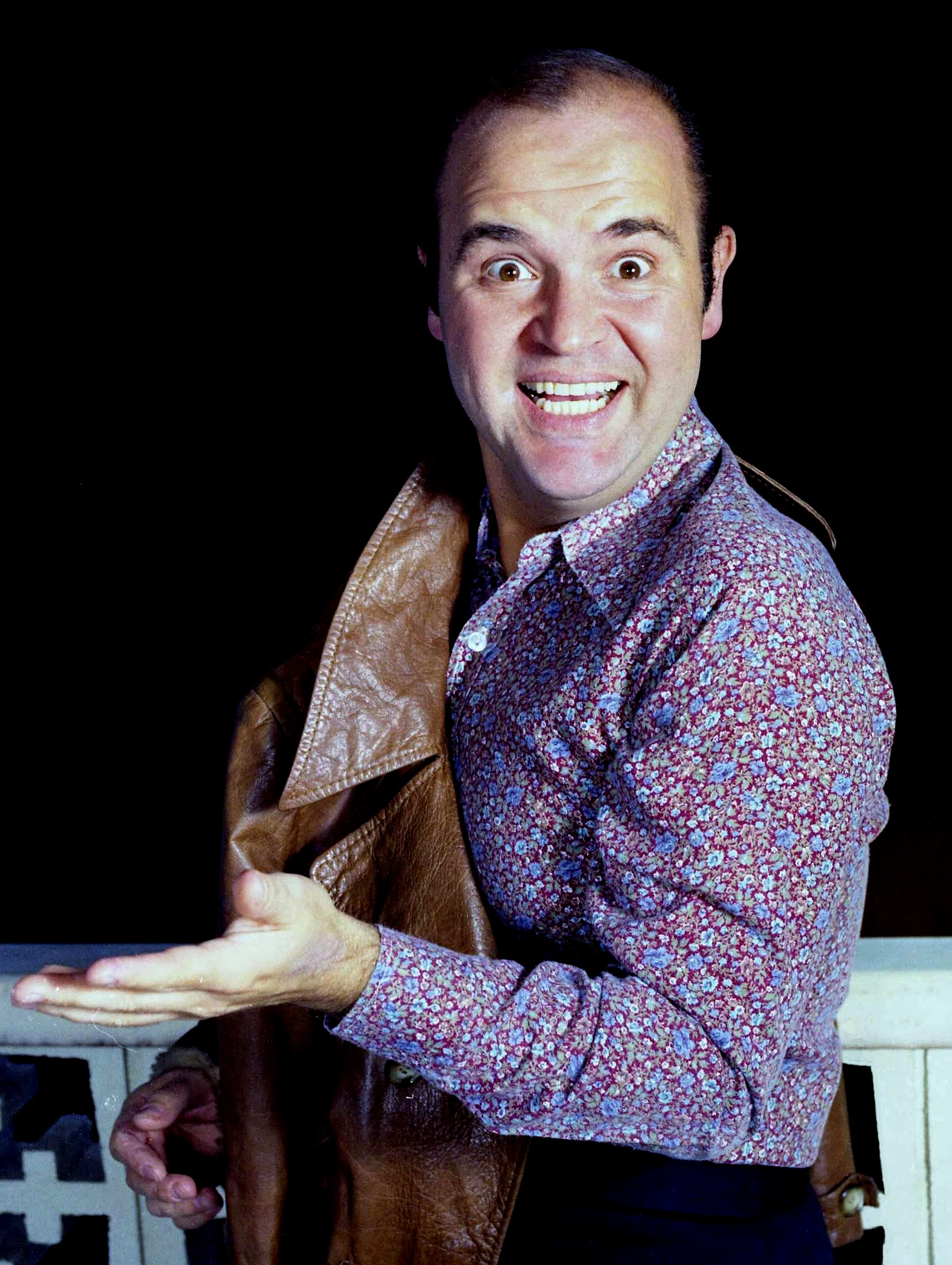
Dom DeLuise (1933–2009)

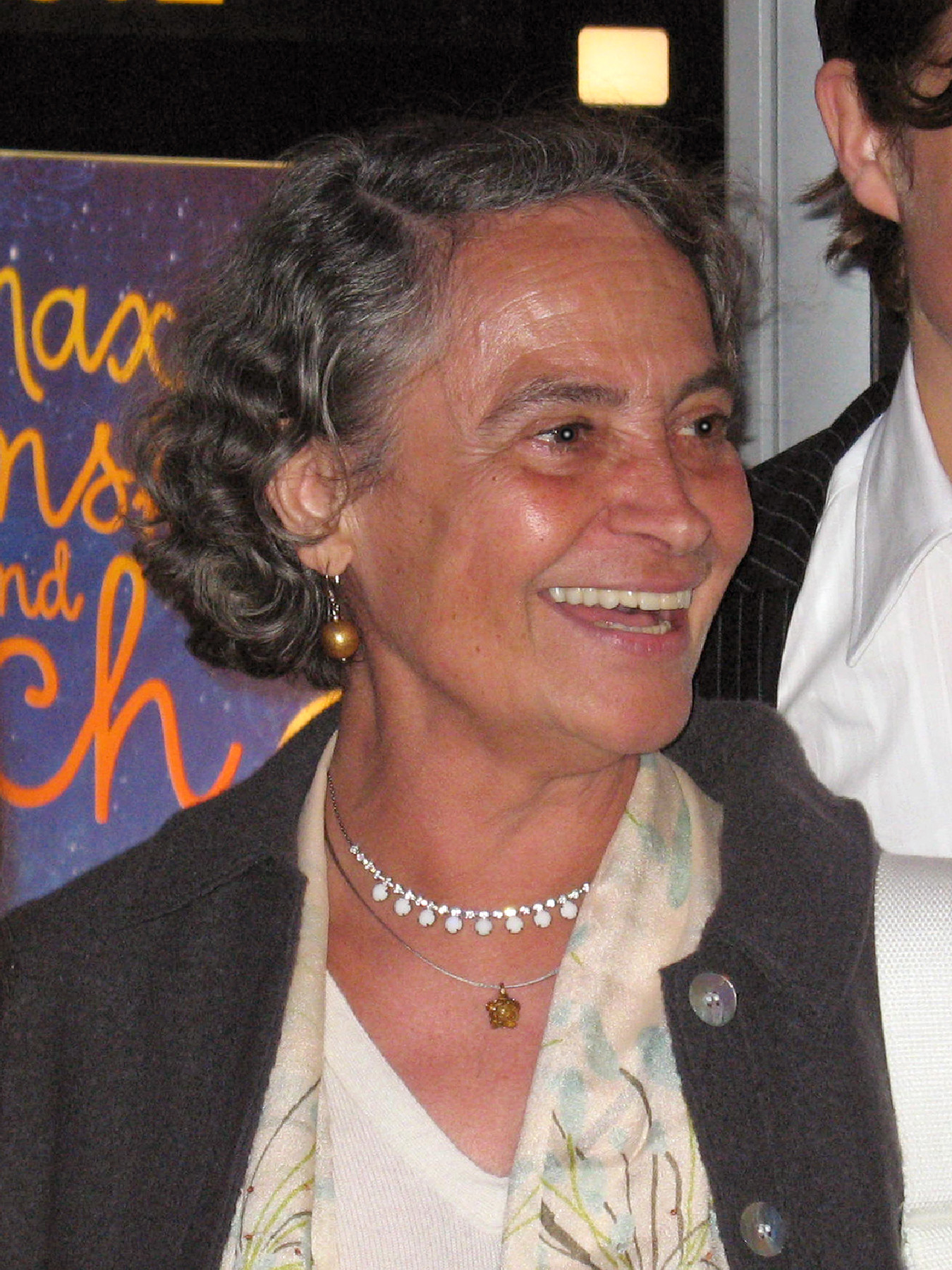
Monica Bleibtreu (1944–2009)

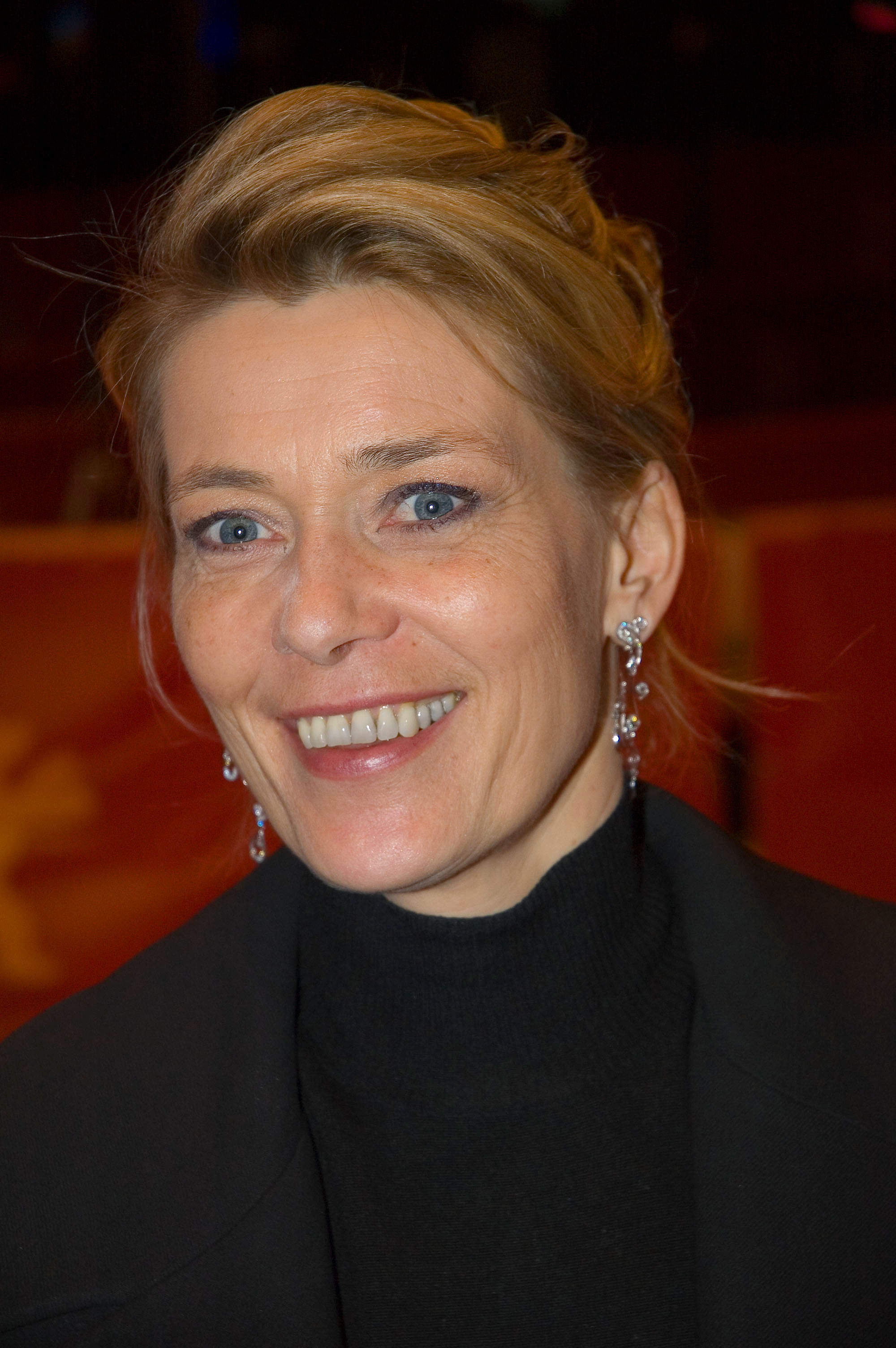
Barbara Rudnik (1958–2009)

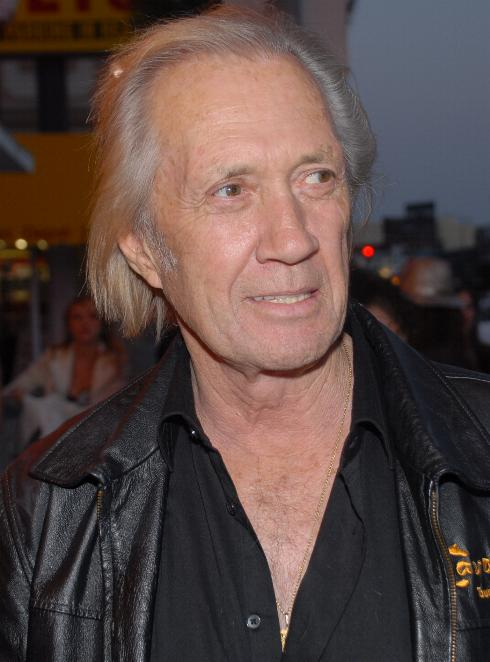
David Carradine (1936–2009)

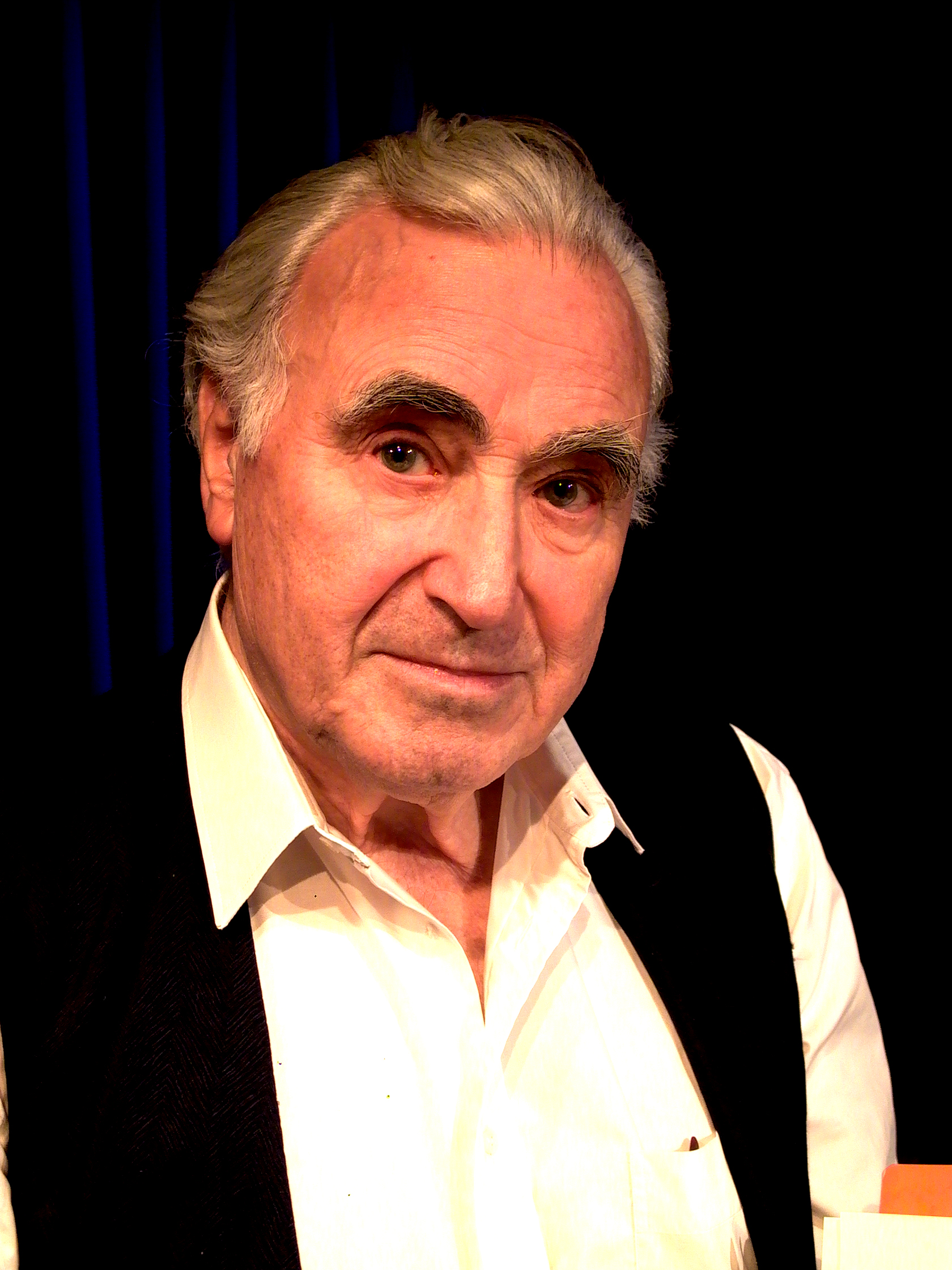
Karl-Michael Vogler (1928–2009)

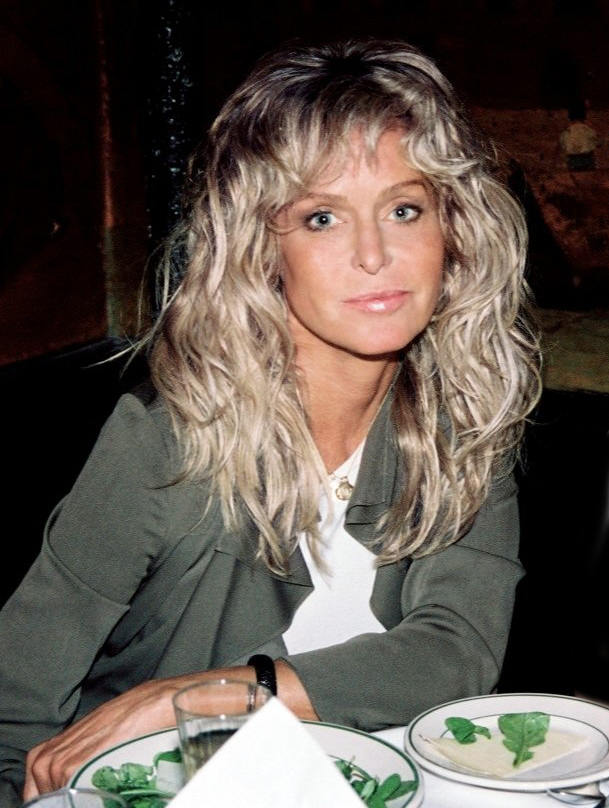
Farrah Fawcett (1947–2009)

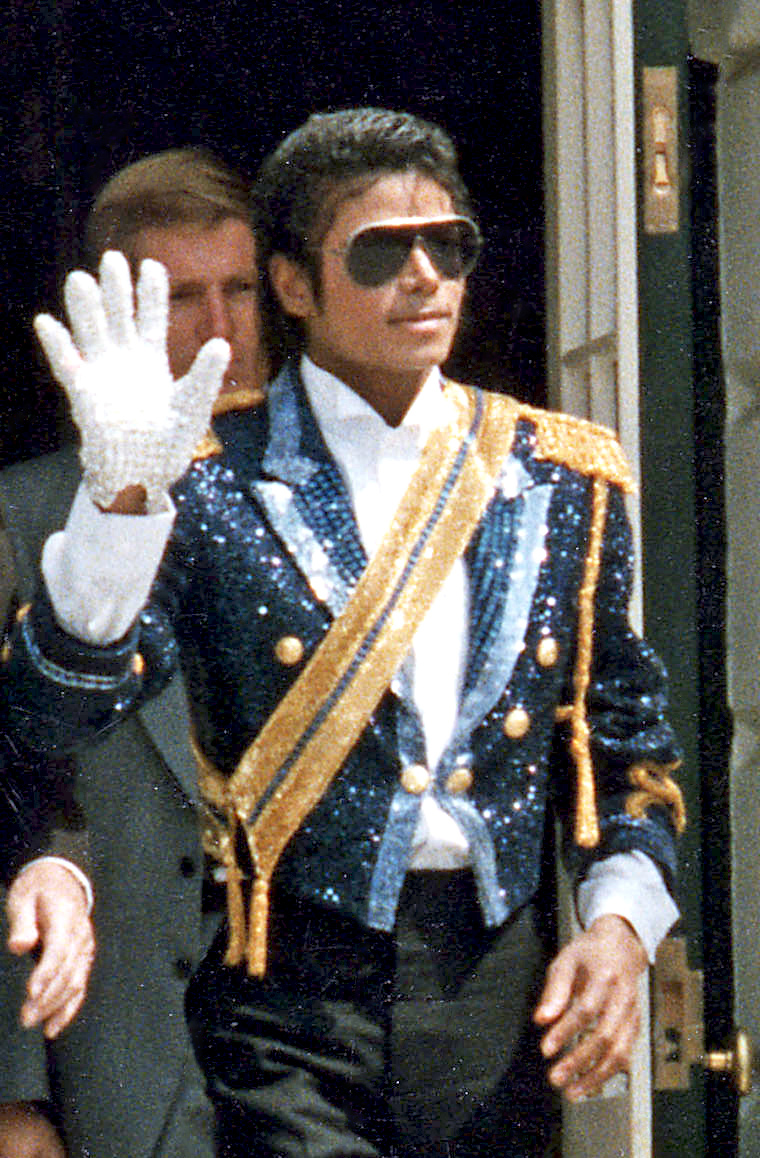
Michael Jackson (1958–2009)

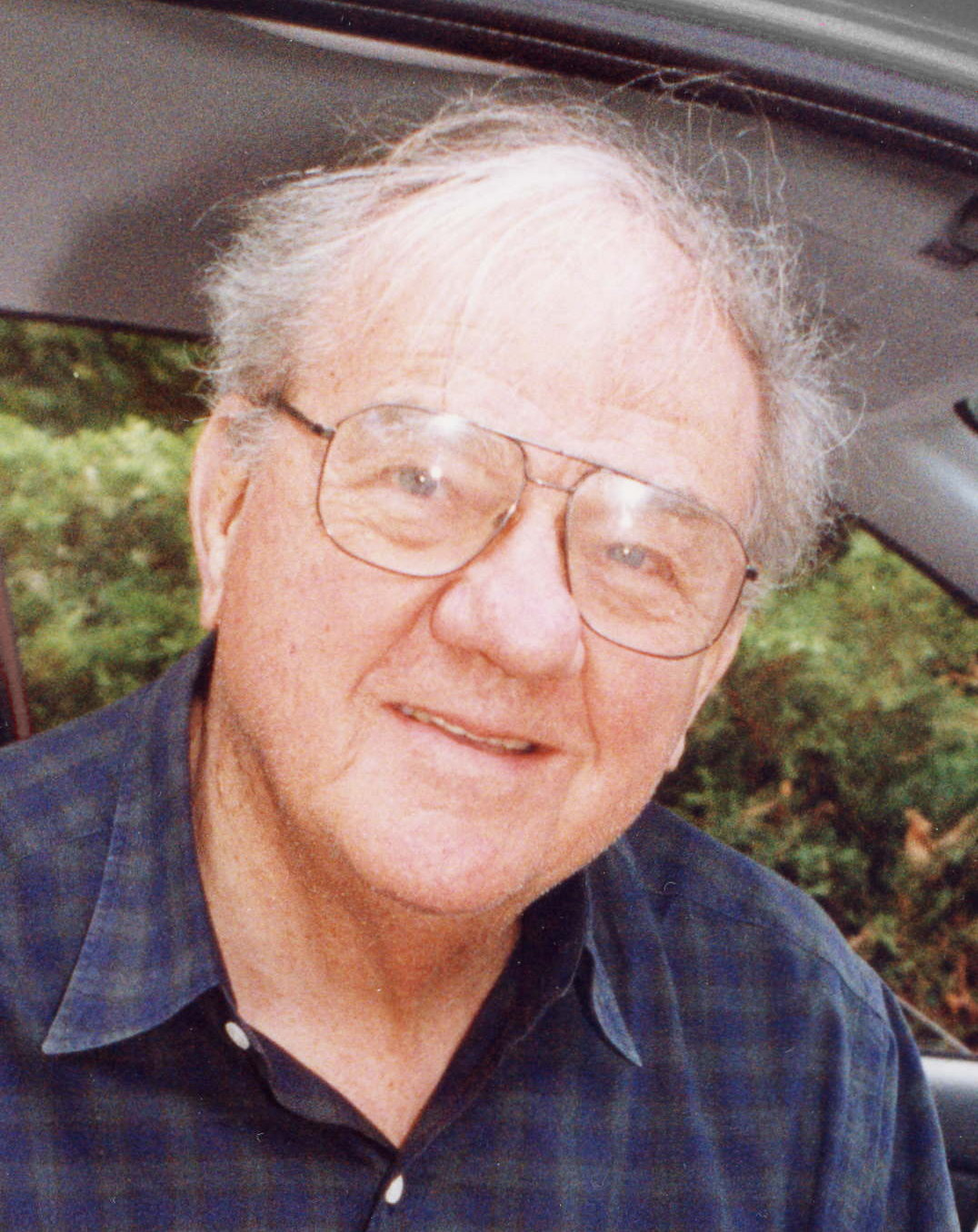
Karl Malden (1912–2009)

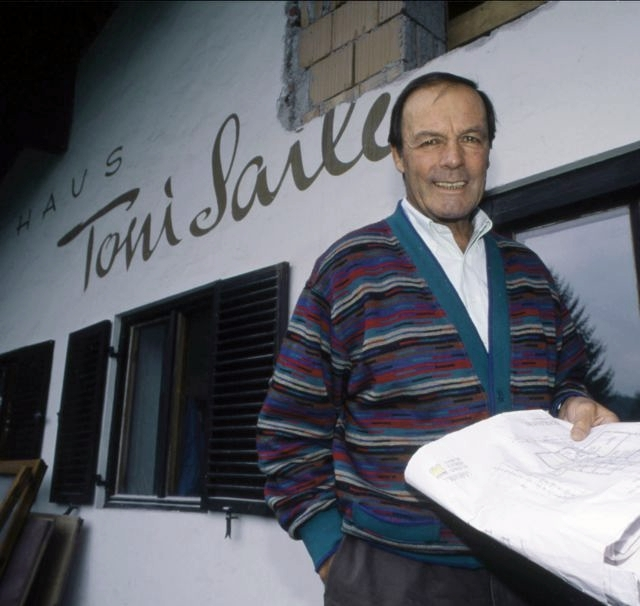
Toni Sailer (1935–2009)

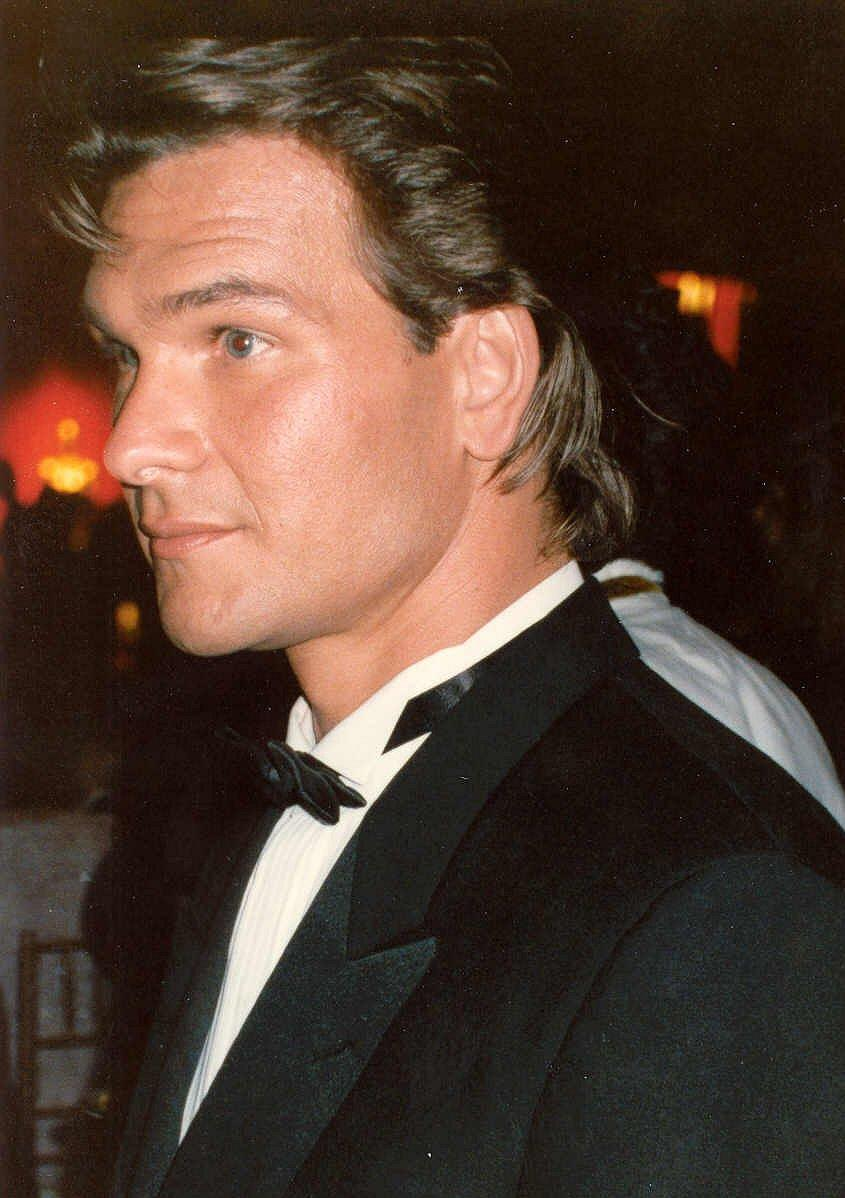
Patrick Swayze (1952–2009)

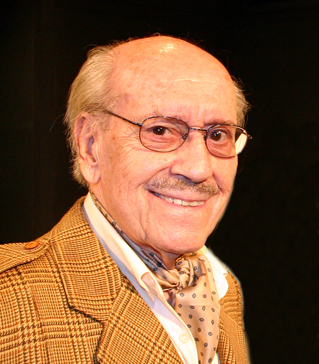
José Luis López Vázquez (1922–2009)

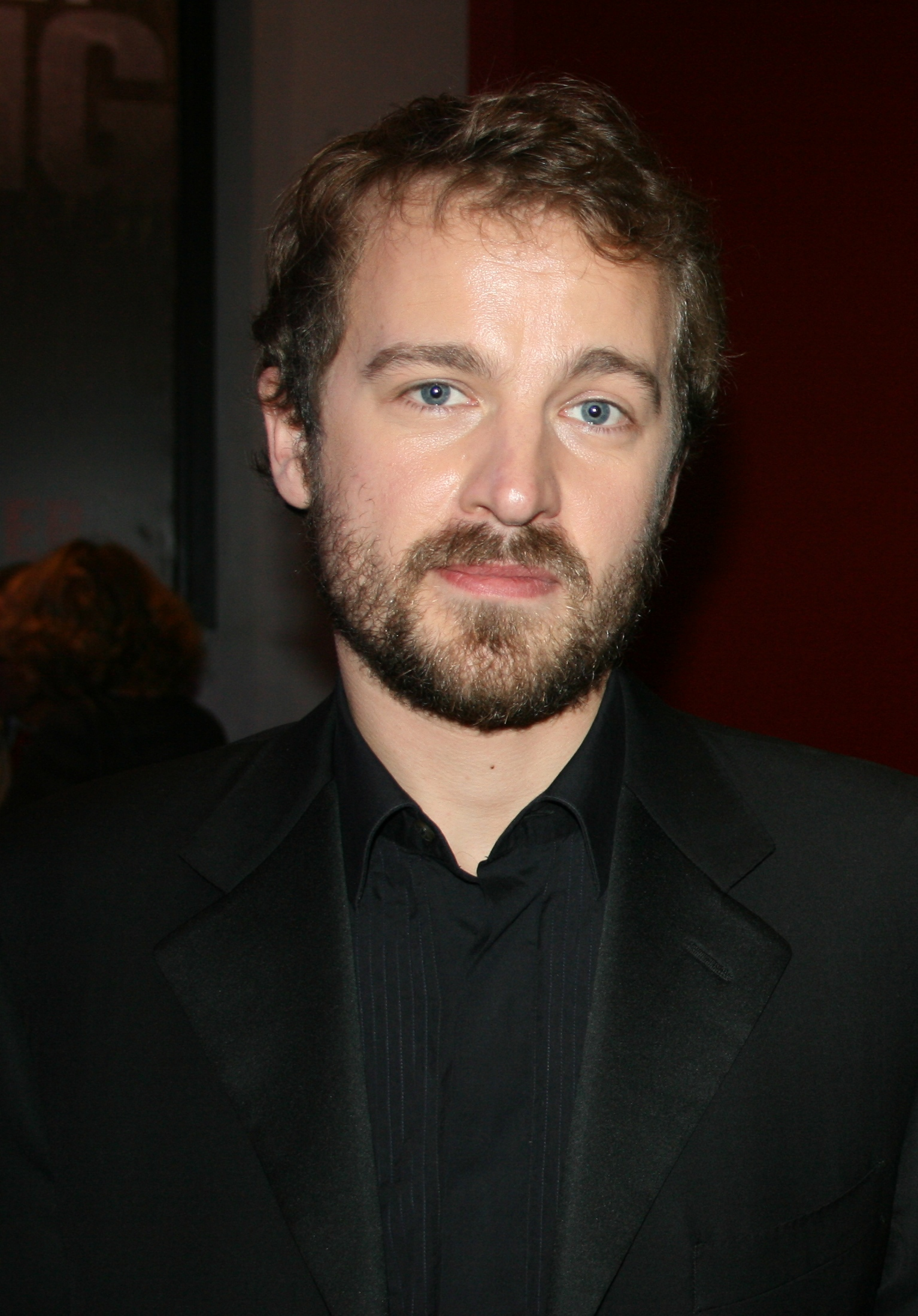
Jocelyn Quivrin (1979–2009)

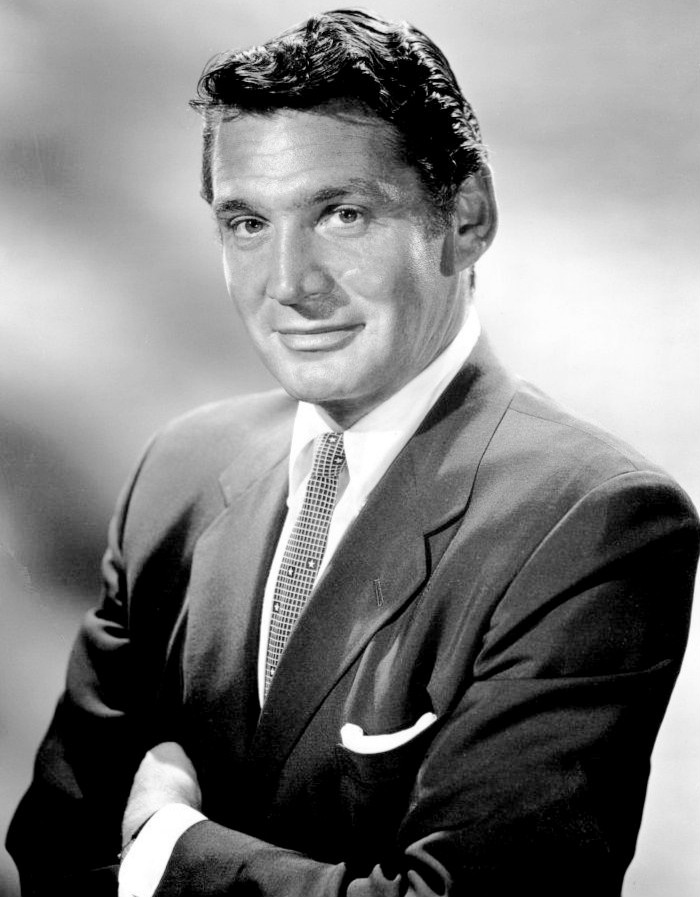
Gene Barry (1919–2009)

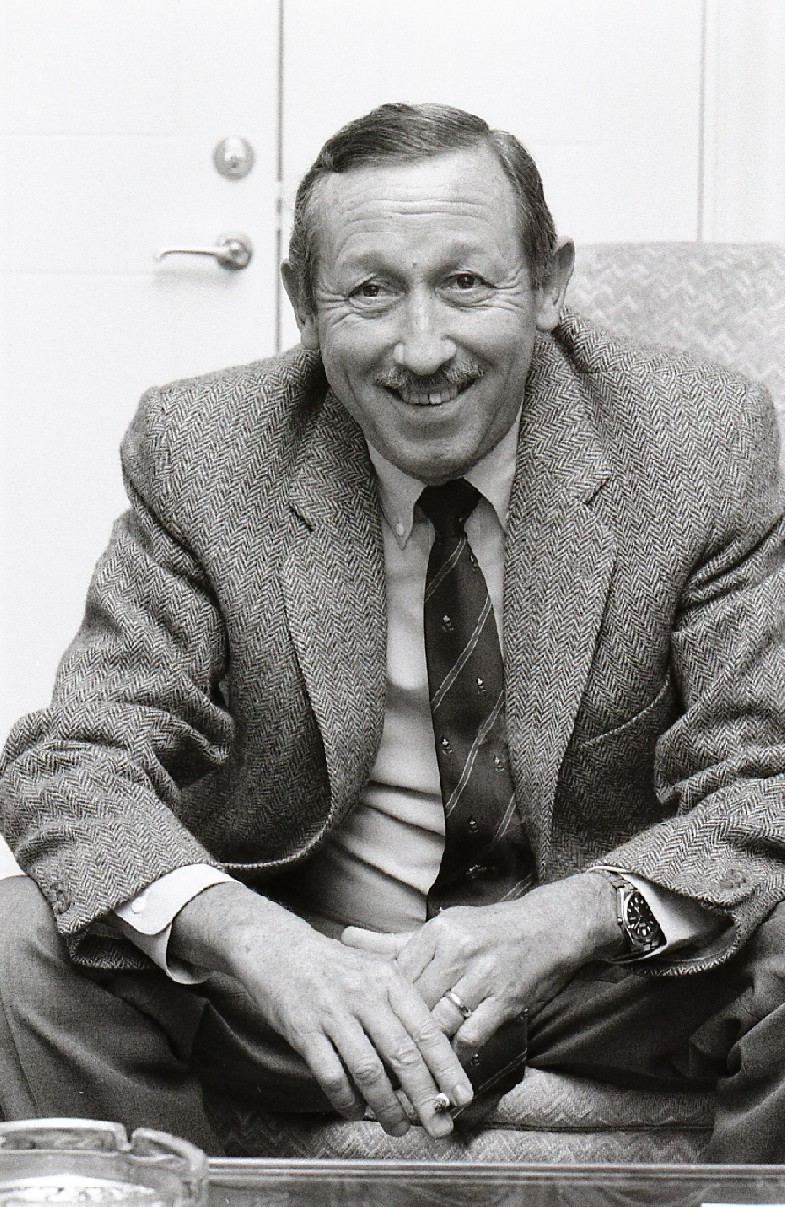
Roy E. Disney (1930–2009)

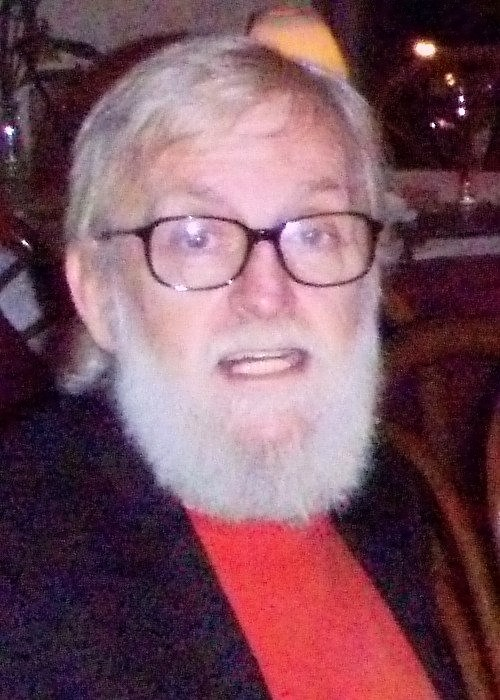
Dan O’Bannon (1946–2009)

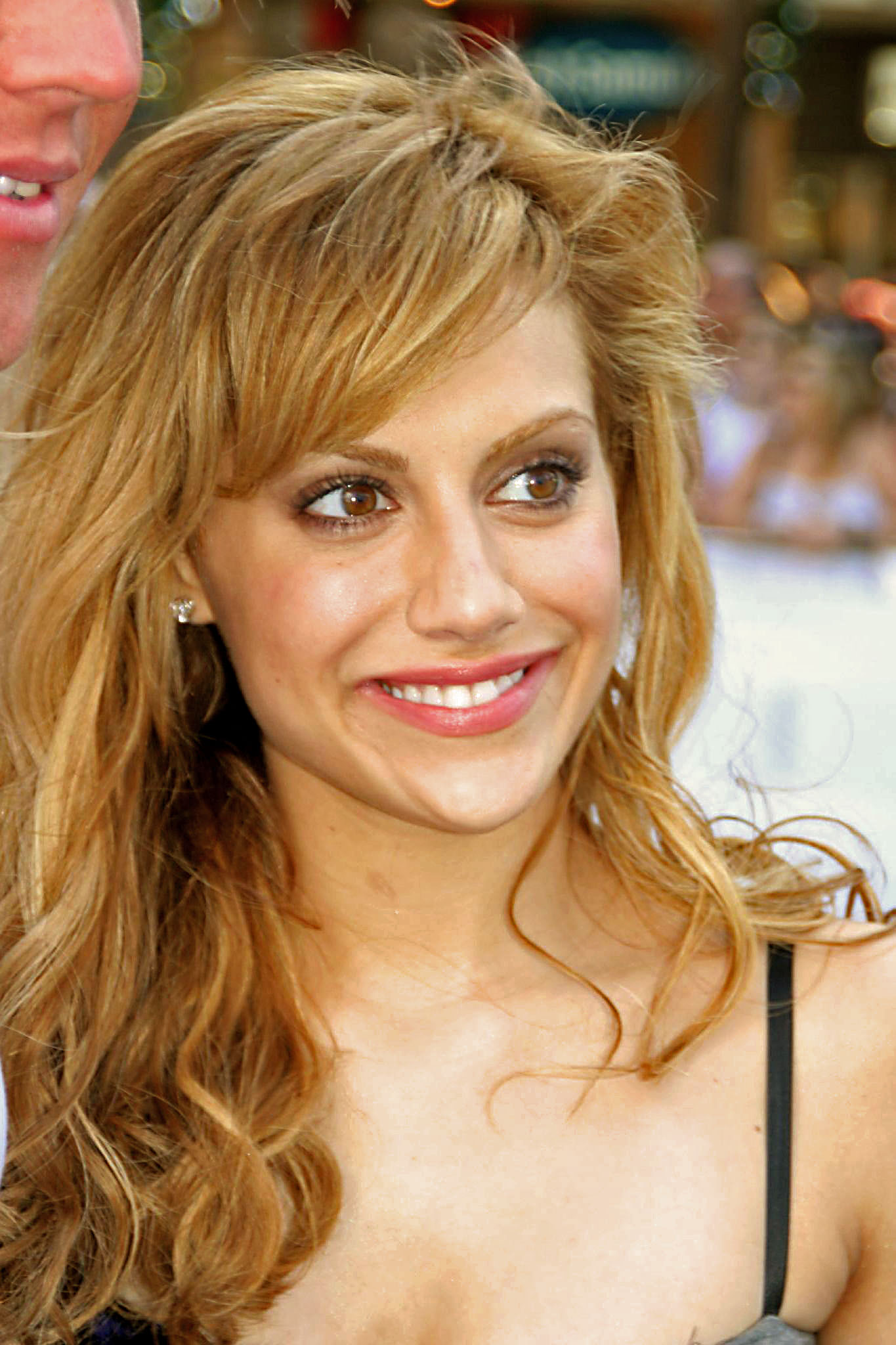
Brittany Murphy (1977–2009)

- 01. Januar: Ron Asheton, US-amerikanischer Schauspieler (* 1948)
- 01. Januar: Edmund Purdom, britischer Schauspieler und Synchronsprecher (* 1924)
- 01. Januar: Johannes Mario Simmel, österreichischer Drehbuchautor (* 1924)
- 02. Januar: Steven Gilborn, US-amerikanischer Schauspieler (* 1936)
- 03. Januar: Pat Hingle, US-amerikanischer Schauspieler (* 1924)
- 05. Januar: Ned Tanen, US-amerikanischer Produzent (* 1931)
- 06. Januar: Bill Wright, britischer Filmeditor (* 20. Jahrhundert)
- 06. Januar: Cheryl Holdridge, US-amerikanische Schauspielerin (* 1944)
- 07. Januar: Ray Dennis Steckler, US-amerikanischer Regisseur (* 1938)
- 08. Januar: Don Galloway, US-amerikanischer Schauspieler (* 1937)
- 10. Januar: Georges Cravenne, französischer Publizist und Produzent (* 1914)
- 11. Januar: Thierry van Werveke, luxemburgischer Schauspieler (* 1958)
- 12. Januar: Claude Berri, französischer Produzent und Regisseur (* 1934)
- 13. Januar: Patrick McGoohan, US-amerikanischer Schauspieler (* 1928)
- 13. Januar: Folke Sundquist, schwedischer Schauspieler (* 1925)
- 14. Januar: Ricardo Montalbán, mexikanischer Schauspieler (* 1920)
- 15. Januar: Tapan Sinha, indisch-bengalischer Regisseur (* 1924)
- 17. Januar: Susanna Foster, US-amerikanische Schauspielerin (* 1924)
- 18. Januar: Kathleen Byron, britische Schauspielerin (* 1921)
- 18. Januar: Bob May, US-amerikanischer Schauspieler und Stuntman (* 1939)
- 21. Januar: Charles H. Schneer, US-amerikanischer Produzent (* 1920)
- 22. Januar: Manfred Steffen, deutscher Schauspieler und Sprecher (* 1916)
- 25. Januar: Kim Manners, US-amerikanischer Regisseur und Produzent (* 1950)
- 29. Januar: Karl Gass, deutscher Regisseur und Filmfunktionär (* 1917)
- 29. Januar: François Villiers, französischer Regisseur und Drehbuchautor (* 1920)
- 30. Januar: Sune Jonsson, schwedischer Dokumentarfilmer (* 1930)
- 31. Januar: C. K. Nagesh, indischer Schauspieler (* 1933)

Februar
- 02. Februar: Jean Martin, französischer Schauspieler (* 1922)
- 05. Februar: Anne-Marie Blanc, schweizerische Schauspielerin (* 1919)
- 05. Februar: Dana Vávrová, deutsch-tschechische Schauspielerin und Regisseurin (* 1967)
- 06. Februar: Philip Carey, US-amerikanischer Schauspieler (* 1925)
- 06. Februar: James Whitmore, US-amerikanischer Schauspieler (* 1921)
- 07. Februar: Robert Stromberger, deutscher Drehbuchautor und Schauspieler (* 1930)
- 09. Februar: Robert W. Anderson, US-amerikanischer Drehbuchautor (* 1917)
- 11. Februar: Albert Barillé, französischer Regisseur, Drehbuchautor und Trickfilmzeichner (* 1920)
- 12. Februar: Hugh Leonard, irischer Drehbuchautor (* 1926)
- 13. Februar: Marie Pillet, französische Schauspielerin (* 1941)
- 15. Februar: Dirk Dautzenberg, deutscher Schauspieler (* 1921)
- 16. Februar: Susanne von Almassy, österreichische Schauspielerin (* 1916)
- 18. Februar: Franz Marischka, österreichischer Regisseur und Drehbuchautor (* 1918)
- 20. Februar: Robert Quarry, US-amerikanischer Schauspieler (* 1925)
- 22. Februar: Howard Zieff, US-amerikanischer Regisseur (* 1927)
- 25. Februar: Clarence Swensen, US-amerikanischer Schauspieler (* 1917)
- 26. Februar: Ruth Drexel, deutsche Schauspielerin (* 1930)
- 26. Februar: Wendy Richard, britische Schauspielerin (* 1943)

März
- 01. März: Pepe Rubianes, spanischer Schauspieler (* 1947)
- 03. März: Sydney Chaplin, US-amerikanischer Schauspieler (* 1926)
- 03. März: Johanna König, deutsche Schauspielerin und Werbeikone (* 1921)
- 04. März: Horton Foote, US-amerikanischer Drehbuchautor (* 1916)
- 07. März: Tullio Pinelli, italienischer Drehbuchautor (* 1908)
- 11. März: Péter Bacsó, ungarischer Regisseur (* 1928)
- 13. März: Betsy Blair, US-amerikanische Schauspielerin (* 1923)
- 14. März: Millard Kaufman, US-amerikanischer Drehbuchautor (* 1917)
- 15. März: Ron Silver, US-amerikanischer Schauspieler (* 1946)
- 18. März: Natasha Richardson, britische Schauspielerin (* 1963)
- 22. März: Awilda Carbia, puerto-ricanische Schauspielerin (* 1938)
- 23. März: Ronald Tavel, US-amerikanischer Drehbuchautor (* 1941?)
- 25. März: Steven Bach, US-amerikanischer Studiomanager (* 1938)
- 29. März: Andy Hallett, US-amerikanischer Schauspieler (* 1975)
- 29. März: Monte Hale, US-amerikanischer Schauspieler und Sänger (* 1919)
- 29. März: Maurice Jarre, französischer Komponist (* 1924)
- 29. März: Helen Levitt, US-amerikanische Dokumentarfilmerin (* 1913)

### April bis Juni
April
- 01. April: Niki List, österreichischer Regisseur (* 1956)
- 01. April: Miguel Ángel Suárez, puerto-ricanischer Schauspieler (* 1939)
- 01. April: Lou Perryman, US-amerikanischer Schauspieler (* 1941)
- 04. April: Maxine Cooper Gomberg, US-amerikanische Schauspielerin (* 1924)
- 04. April: Jody McCrea, US-amerikanischer Schauspieler (* 1934)
- 05. April: Wouter Barendrecht, holländischer Produzent (* 1965)
- 06. April: Damouré Zika, nigrischer Schauspieler (* 1923)
- 08. April: Jane Bryan, US-amerikanische Schauspielerin (* 1918)
- 09. April: Shakti Samanta, indischer Regisseur und Produzent (* 1926)
- 10. April: Yevgeny Vesnik, russischer Schauspieler (* 1923)
- 12. April: Marilyn Chambers, US-amerikanische Schauspielerin (* 1952)
- 14. April: Peter Rogers, britischer Produzent (* 1914)
- 16. April: Viktor Paskow, bulgarischer Drehbuchautor (* 1949)
- 19. April: Philippe Nicaud, französischer Schauspieler und Sänger (* 1926)
- 22. April: Ken Annakin, britischer Regisseur (* 1914)
- 22. April: Jack Cardiff, britischer Kameramann und Regisseur (* 1914)
- 24. April: Bernard Haller, schweizerischer Schauspieler (* 1933)
- 25. April: Beatrice Arthur, US-amerikanische Schauspielerin (* 1922)
- 26. April: Claude Desailly, französischer Drehbuchautor (* 1922)
- 27. April: Paraluman, philippinische Schauspielerin (* 1923)

Mai
- 01. Mai: Fred Delmare, deutscher Schauspieler (* 1922)
- 04. Mai: Dom DeLuise, US-amerikanischer Schauspieler (* 1933)
- 04. Mai: Fritz Muliar, österreichischer Schauspieler (* 1919)
- 04. Mai: Jane Randolph, US-amerikanische Schauspielerin (* 1915)
- 04. Mai: Gisela Stein, deutsche Schauspielerin (* 1935)
- 07. Mai: John Furia, US-amerikanischer Drehbuchautor (* 1929)
- 11. Mai: Dolores Sutton, US-amerikanische Schauspielerin (* 1927)
- 12. Mai: Thomas Nordseth-Tiller, norwegischer Drehbuchautor (* 1980)
- 12. Mai: Roger Planchon, französischer Regisseur und Schauspieler (* 1931)
- 13. Mai: Frank Aletter, US-amerikanischer Schauspieler (* 1926)
- 13. Mai: Monica Bleibtreu, österreichische Schauspielerin (* 1944)
- 15. Mai: Charles Tingwell, australischer Schauspieler (* 1923)
- 17. Mai: Prakash Mehra, indischer Regisseur (* 1939)
- 18. Mai: Wayne Allwine, US-amerikanischer Schauspieler und Sprecher (* 1926)
- 20. Mai: Lucy Gordon, britische Schauspielerin (* 1980)
- 20. Mai: Oleg Jankowski, russischer Schauspieler (* 1944)
- 22. Mai: Herbert Ballmann, deutscher Produzent und Regisseur (* 1924)
- 22. Mai: Alexander Grill, österreichischer Schauspieler (* 1938)
- 23. Mai: Edward J. Lakso, US-amerikanischer Drehbuchautor und Produzent (* 1932)
- 23. Mai: Barbara Rudnik, deutsche Schauspielerin (* 1958)
- 26. Mai: Marek Walczewski, polnischer Schauspieler (* 1937)
- 28. Mai: Phil Rawlins, US-amerikanischer Film- und Fernsehschaffender (* 1930)
- 30. Mai: Don Edmonds, US-amerikanischer Schauspieler, Regisseur und Produzent (* 1937)
- 31. Mai: Howard Dayton, US-amerikanischer Schauspieler (* 1927)

Juni
- 03. Juni: David Carradine, US-amerikanischer Schauspieler (* 1936)
- 04. Juni: Ward Costello, US-amerikanischer Schauspieler und Komponist (* 1919)
- 04. Juni: Gudrun Deubener, deutsche Drehbuchautorin (* 1931)
- 05. Juni: Del Monroe, US-amerikanischer Schauspieler (* 1936)
- 06. Juni: Mary Howard, US-amerikanische Schauspielerin (* 1913)
- 08. Juni: Johnny Palermo, US-amerikanischer Schauspieler (* 1982)
- 09. Juni: Michael Roof, US-amerikanischer Schauspieler (* 1976)
- 09. Juni: Karl-Michael Vogler, deutscher Schauspieler (* 1928)
- 10. Juni: Helle Virkner, dänische Schauspielerin (* 1925)
- 11. Juni: Christel Peters, deutsche Schauspielerin (* 1916)
- 12. Juni: Georgi Wainer, russischer Drehbuchautor (* 1938)
- 14. Juni: Yves-Marie Maurin, französischer Schauspieler (* 1944)
- 15. Juni: Allan King, kanadischer Filmregisseur (* 1930)
- 17. Juni: Hal Riddle, US-amerikanischer Schauspieler (* 1919)
- 19. Juni: Jörg Hube, deutscher Schauspieler (* 1943)
- 19. Juni: Ali Akbar Khan, indischer Filmkomponist (* 1922)
- 22. Juni: Keijo Komppa, finnischer Schauspieler und Regisseur (* 1928)
- 23. Juni: Hanne Hiob, deutsche Schauspielerin (* 1923)
- 23. Juni: Ed McMahon, US-amerikanischer Schauspieler (* 1923)
- 24. Juni: Claus Eberth, deutscher Schauspieler (* 1934)
- 25. Juni: Farrah Fawcett, US-amerikanische Schauspielerin (* 1947)
- 25. Juni: Michael Jackson, US-amerikanischer Schauspieler und Sänger (* 1958)
- 27. Juni: Spyros Kalogirou, griechischer Schauspieler (* 1922)
- 27. Juni: Gale Storm, US-amerikanische Schauspielerin (* 1922)
- 28. Juni: Fred Travalena, US-amerikanischer Schauspieler (* 1942)
- 29. Juni: Jan Rubeš, kanadischer Schauspieler und Filmemacher (* 1920)
- 30. Juni: Harve Presnell, US-amerikanischer Schauspieler (* 1933)

### Juli bis September
Juli
- 01. Juli: Karl Malden, US-amerikanischer Schauspieler (* 1912)
- 01. Juli: Mollie Sugden, britische Schauspielerin (* 1922)
- 03. Juli: Gerhard Friedl, österreichischer Dokumentarfilmer (* 1967)
- 04. Juli: Brenda Joyce, US-amerikanische Schauspielerin (* 1917)
- 06. Juli: Wassili Aksjonow, russischer Drehbuchautor (* 1932)
- 07. Juli: Whitey Hughes, US-amerikanischer Stuntman und Schauspieler (* 1920)
- 10. Juli: Zena Marshall, britische Schauspielerin (* 1925)
- 12. Juli: Shesha Palihakkara, sri-lankischer Regisseur, Produzent und Schauspieler (* 1928)
- 13. Juli: Nilu Phule, indischer Schauspieler (* 1931)
- 14. Juli: Heinrich Schweiger, österreichischer Schauspieler (* 1931)
- 14. Juli: Zbigniew Zapasiewicz, polnischer Schauspieler (* 1934)
- 15. Juli: Francesca Romana Coluzzi, italienische Schauspielerin (* 1943)
- 15. Juli: Isa Vermehren, deutsche Schauspielerin (* 1918)
- 21. Juli: Heinz Edelmann, deutscher Art-Director (* 1934)
- 21. Juli: Les Lye, kanadischer Schauspieler und Synchronsprecher (* 1924)
- 22. Juli: André Falcon, französischer Schauspieler (* 1924)
- 22. Juli: Peter Krieg, deutscher Dokumentarfilmer (* 1947)
- 23. Juli: Gudrun Okras, deutsche Schauspielerin (* 1929)
- 23. Juli: Gösta Werner, schwedischer Regisseur, Drehbuchautor und Filmwissenschaftler (* 1908)
- 26. Juli: Traugott Buhre, deutscher Schauspieler (* 1929)
- 28. Juli: Leela Naidu, indische Schauspielerin (* 1940)
- 30. Juli: Peter Zadek, deutscher Regisseur (* 1926)
- 31. Juli: Jean-Paul Roussillon, französischer Schauspieler (* 1931)
- 31. Juli: Harry Alan Towers, britischer Produzent und Drehbuchautor (* 1920)

August
- 01. August: René Dupuy, französischer Schauspieler (* 1920)
- 05. August: Budd Schulberg, US-amerikanischer Drehbuchautor (* 1914)
- 06. August: John Hughes, US-amerikanischer Regisseur, Produzent und Drehbuchautor (* 1950)
- 09. August: John Quade, US-amerikanischer Schauspieler (* 1938)
- 12. August: Ruth Ford, US-amerikanische Schauspielerin (* 1911)
- 13. August: John Bentley, britischer Schauspieler (* 1916)
- 16. August: Roger Mollien, französischer Schauspieler (* 1931)
- 17. August: Tullio Kezich, italienischer Filmkritiker und Drehbuchautor (* 1928)
- 20. August: Semjon Farada, russischer Schauspieler (* 1933)
- 20. August: Helmi Mareich, österreichische Schauspielerin (* 1923 o. 1924)
- 22. August: Horst E. Brandt, deutscher Regisseur (* 1923)
- 23. August: Maurice Régamey, französischer Schauspieler, Regisseur und Drehbuchautor (* 1924)
- 24. August: Toni Sailer, österreichischer Schauspieler (* 1935)
- 27. August: Sergei Michalkow, russischer Schriftsteller und Drehbuchautor (* 1913)
- 29. August: Mady Rahl, deutsche Schauspielerin (* 1915)

September
- 06. September: Sim, französischer Schauspieler und Komiker (* 1926)
- 08. September: Mike Bongiorno, italienischer Fernsehmoderator (* 1924)
- 11. September: Larry Gelbart, US-amerikanischer Drehbuchautor, Produzent und Regisseur (* 1928)
- 11. September: Jürgen Karl Klauß, deutscher Schauspieler, Regisseur, Drehbuchautor und Kritiker (* 1944)
- 12. September: George Eckstein, US-amerikanischer Drehbuchautor und Produzent (* 1928)
- 12. September: Tadeusz Somogi, polnischer Schauspieler (* 1922)
- 13. September: Arnold Laven, US-amerikanischer Regisseur, Drehbuchautor und Produzent (* 1922)
- 14. September: Henry Gibson, US-amerikanischer Schauspieler (* 1935)
- 14. September: Patrick Swayze, US-amerikanischer Schauspieler (* 1952)
- 16. September: Timothy Bateson, britischer Schauspieler (* 1926)
- 16. September: Luciano Emmer, italienischer Regisseur und Schauspieler (* 1918)
- 18. September: Pearl Hackney, britische Schauspielerin (* 1916)
- 19. September: Hans-Werner Bussinger, deutscher Schauspieler und Synchronsprecher (* 1941)
- 21. September: Robert Ginty, US-amerikanischer Schauspieler und Regisseur (* 1948)
- 24. September: Mimi Weddell, US-amerikanische Schauspielerin (* 1915)
- 25. September: István Bujtor, ungarischer Schauspieler (* 1942)
- 25. September: Pierre Falardeau, kanadischer Regisseur und Filmemacher (* 1946)

### Oktober bis Dezember
Oktober
- 06. Oktober: Pamela Blake, US-amerikanische Schauspielerin (* 1915)
- 08. Oktober: Werner Zeussel, deutscher Schauspieler (* 1941)
- 09. Oktober: Barry Letts, britischer Schauspieler und Regisseur (* 1925)
- 11. Oktober: Veronika Neugebauer, deutsche Schauspielerin und Synchronsprecherin (* 1968)
- 12. Oktober: Franco Villa, italienischer Kameramann (* ?)
- 13. Oktober: Daniel Melnick, US-amerikanischer Produzent (* 1932)
- 14. Oktober: Simone Frost, deutsche Schauspielerin (* 1958)
- 14. Oktober: Collin Wilcox, US-amerikanische Schauspielerin (* 1935)
- 17. Oktober: Vic Mizzy, US-amerikanischer Komponist (* 1916)
- 17. Oktober: Rosanna Schiaffino, italienische Schauspielerin (* 1939)
- 18. Oktober: Barbara Ratthey, deutsche Schauspielerin und Synchronsprecherin (* 1940)
- 19. Oktober: Joseph Wiseman, kanadischer Schauspieler (* 1918)
- 23. Oktober: Ferdinand Dux, deutscher Schauspieler (* 1920)
- 23. Oktober: Lou Jacobi, kanadischer Schauspieler (* 1913)
- 23. Oktober: Guido Zurli, italienischer Regisseur (* 1929)
- 23. Oktober: Paul Carpita, französischer Regisseur (* 1922)
- 25. Oktober: Remo Forlani, französischer Regisseur und Drehbuchautor (* 1927)
- 26. Oktober: Yoshirō Muraki, japanischer Kostümdesigner und Art-Director (* 1924)
- 27. Oktober: Pierre Doris, französischer Schauspieler (* 1919)

November
- 02. November: José Luis López Vázquez, spanischer Schauspieler (* 1922)
- 03. November: Christian Barbier, französischer Schauspieler (* 1924)
- 06. November: Günter Naumann, deutscher Schauspieler (* 1925)
- 06. November: Marianne Wischmann, deutsche Schauspielerin (* 1921)
- 07. November: Anselmo Duarte, brasilianischer Schauspieler und Regisseur (* 1920)
- 10. November: Gheorghe Dinică, rumänischer Schauspieler (* 1934)
- 12. November: Paul Wendkos, US-amerikanischer Regisseur (* 1922)
- 16. November: Jocelyn Quivrin, französischer Schauspieler (* 1979)
- 16. November: Edward Woodward, britischer Schauspieler (* 1930)
- 17. November: Nikolai Wladimirowitsch Oljalin, sowjetisch-ukrainischer Schauspieler (* 1941)
- 21. November: Maria Klejdysz, polnische Schauspielerin (* 1927)
- 27. November: Bruno Pupparo, italienischer Tonmeister (* 1959)
- 27. November: Warren Vanders, US-amerikanischer Schauspieler (* 1930)
- 28. November: Gilles Carle, kanadischer Filmemacher (* 1929)
- 28. November: Tony Kendall, italienischer Schauspieler (* 1936)
- 30. November: Paul Naschy, spanischer Schauspieler, Regisseur und Drehbuchautor (* 1934)

Dezember
- 01. Dezember: Ramses Shaffy, niederländischer Chansonnier und Schauspieler (* 1933)
- 03. Dezember: Richard Todd, britischer Schauspieler (* 1919)
- 04. Dezember: Wjatscheslaw Wassiljewitsch Tichonow, russischer Schauspieler (* 1928)
- 09. Dezember: Gene Barry, US-amerikanischer Schauspieler (* 1919)
- 12. Dezember: Val Avery, US-amerikanischer Schauspieler (* 1924)
- 12. Dezember: Otto Guggenbichler, deutscher Journalist und Dokumentarfilmer (* 1924)
- 16. Dezember: Roy E. Disney, US-amerikanischer Filmproduzent (* 1930)
- 16. Dezember: Ron Holloway, US-amerikanischer Filmjournalist und Filmhistoriker (* 1933)
- 16. Dezember: José Ortiz Ramos, mexikanischer Kameramann (* 1911)
- 17. Dezember: Jennifer Jones, US-amerikanische Schauspielerin (* 1919)
- 17. Dezember: Dan O’Bannon, US-amerikanischer Drehbuchautor und Regisseur (* 1946)
- 20. Dezember: Brittany Murphy, US-amerikanische Schauspielerin (* 1977)
- 24. Dezember: Giulio Bosetti, italienischer Schauspieler und Regisseur (* 1930)
- 25. Dezember: Walter Jonigkeit, deutscher Kinobetreiber (* 1907)
- 25. Dezember: Kurt Wilhelm, deutscher Regisseur (* 1923)